# 미친 김치
"미친 김치"(Crazy Kim-Chi)는 한국에서 제작된 강지이 감독의 2003년 영화이다. 박현정 등이 주연으로 출연하였다.

## 출연

### 주연
- 박현정
- 홍석연

## 기타
- 프로듀서: 김상현
- 음향: 임서진
- 미술: 이병준